# Jan Thon
Jan Thon (28. května 1886 Golčův Jeníkov – 16. prosince 1973 Praha) byl český spisovatel a druhý ředitel Městské knihovny v Praze.
Z odkazu Jana Thona čerpá knihovna dodnes. Významně přispěl k vytvoření sítě pražských lidových knihoven. Důležitý podíl měl také na stavbě nové budovy Ústřední knihovny.

## Kariéra
Vystudoval literární historii na Filosofické fakultě Univerzity Karlovy. Do knihovny nastoupil v roce 1911 v pětadvaceti letech. V době, kdy byl zástupcem ředitele Antonína Sovy, byl pověřen organizací náročné akce, a to centralizace veřejných knihoven na území připravované Velké Prahy. Byl mladý, energický a ctižádostivý a byl odhodlán dát knihovně všechny své síly.
První úkol, který měl spolu se svými spolupracovníky vyřešit, byl náročný jak po stránce organizační, tak i obsahové. Atmosféra prvního poválečného roku a zejména jasný a přesně formulovaný záměr, Thonem prosazovaný v městské správní radě, dal vzniknout usnesení ze 4. června 1919, „aby byl sebrán veškerý materiál toho se týkající a aby se již nyní vypracoval jednotný plán pro budoucí úpravu veřejného knihovnictví na území Velké Prahy“. Významně tím přispěl k budoucímu vytvoření sítě pražských lidových knihoven. Ředitelem se pak stal v roce 1920.
V prosinci roku 1921 předložilo vedení Veřejné knihovny hl. města Prahy (název byl schválen v prosinci 1920) návrh organizace veřejných knihoven. Knihovny měly být organizovány centrálně. Ve společném ředitelství by se soustředila veškerá agenda spojená s výběrem, nákupem, zpracováním i distribucí knih. Zřízen měl být ústřední sklad knih. Dosavadní zásoba knih existujících knihoven, které měly fungovat jako pobočky ústřední knihovny, by byla podle potřeby doplňována novinkami a v budoucnu pravidelně obměňována ze zásob ústřední knihovny.
Návrh byl schválen dne 20. ledna 1922. Jeho provedení naráželo jak na lokální patriotismus některých městských radních (Žižkov, Karlín, Královské Vinohrady), tak i na nedostatečný zájem o knihovny.
8. listopadu 1922 došlo ke schválení Organizačního řádu knihoven městských v obvodu sjednocené obce Pražské. Každá jednotlivá knihovna obdržela název „Knihovna hl. města Prahy“ s pořadovým číslem a s označením obvodu, v němž měla své sídlo. Pouze knihovna na Starém Městě (č.p. 98-I) nesla název „Ústřední knihovna hl. města Prahy“ a měla, kromě úkolů společných všem ostatním knihovnám, také zvláštní určení „ústavu kmenového, ústředního a zásobního“.
Tento zásah do organizace knihoven byl nejen významným racionalizačním prvkem, ale přispěl i ke sjednocení a podstatnému zkvalitnění odborných knihovnických činností. Podstatné bylo, že z hlediska knihovnických služeb bylo město chápáno jako jeden celek, i když jednotlivé obvody měly svoji vlastní správu i své zvláštnosti. Po převzetí všech knihoven koncem roku 1922 působila na území Velké Prahy Ústřední knihovna s 36 pobočkami a celkovým počtem 239 980 svazků. Kromě toho zde bylo veřejnosti k dispozici 13 čítáren časopisů, jedna čítárna pro mládež ve škole na Janském náměstí, kam byly knihy půjčovány z ústřední knihovny, a knihovna Bedřicha Smetany s fondem 4000 svazků hudebnin. Ve všech těchto knihovnách a čítárnách pracovalo 87 zaměstnanců (bez uklízeček, topičů a dalšího pomocného personálu), z toho bylo 38 zaměstnanů stálých a 49 externích.
Důležitý podíl měl Thon také na stavbě nové budovy centrální městské knihovny na Mariánském náměstí, která vznikla v letech 1925–1928 podle návrhu architekta Františka Roitha.
Jan Thon pořádal také četné osvětové výstavy na literární témata, řídil vydávání katalogů knihovny a významně se podílel na založení časopisu pražské městské knihovny Knihy a čtenáři. Během německé okupace, v roce 1942, byl ze své funkce ředitele nacisty odvolán. V letech 1945–1948 pak ve stejné funkci opět působil. Z politických důvodů byl k 1. listopadu 1948 opět odvolán, tentokrát komunisty.
Jan Thon byl znalec a editor díla Karla Sabiny a autorem řady odborných publikací: Knihovníci a knihomilové (1934), K studiu dějin nakladatelstva a knihkupectva českého (1936), Nakladatel Jan Laichter (1935), Osvětou k svobodě (1947), O Karlu Sabinovi (1947) a dalších. Je také autorem publikací O městské knihovně, knihách a také lidech (1938), Lidové knihovnictví jako součást tradice (1946), Mezi knihami a lidmi (1956). Dbal o bohatost a literární úroveň knižního fondu, osobně řídil nákupní komisi. Přednášel na knihovnické škole, psal básně, pracoval v Ústředním spolku českých knihovníků a Spolku českých bibliofilů.
Jan Thon byl také významným českým zednářem, zasvěcencem 33. (nejvyššího) stupně Skotského Ritu a členem zednářské Lóže Národ.